# Vestra Sandfell
Vestra Sandfell är en bergstopp i republiken Island. Den ligger i regionen Norðurland vestra, 190 km nordost om huvudstaden Reykjavík. Toppen på Vestra Sandfell är 1 022 meter över havet.
Trakten runt Vestra Sandfell är nära nog obefolkad, med mindre än två invånare per kvadratkilometer. Närmaste större samhälle är Sauðárkrókur, omkring 16 kilometer norr om Vestra Sandfell. Trakten runt Vestra Sandfell består i huvudsak av gräsmarker.